# 1997

## أحداث
- 1 يناير - نظام الإنذار لحالة الطوارئ في الولايات المتحدة الأمريكية يبدأ عمله، والذي تمت الموافقة عليه في عام 1994.
- 8 يناير - جاك أندراكا، عالم أمريكي.
- 17 يناير - انفجار صاروخ دلتا 2 يحمل نظام التموضع العالمي المعروف بالـ GPS العسكرية، بعد فترة وجيزة من مغادرتها من رأس كانافيرال.
- 18 يناير - في شمال غرب رواندا، ميليشيات الهوتو تقوم بقتل 6 من عمال الإغاثة الإسبان و3 جنود وإصابة آخر بجراح خطيرة.
- 19 يناير - رئيس السلطة الفلسطينية ياسر عرفات يعود إلى مدينة الخليل بعد أكثر من 30 عاماً من الابتعاد، وينضم إلى الاحتفالات التي أُقيمت بمناسبة تسليم آخر مدينة يسيطر عليها الإسرائيليون في الضفة الغربية.
- 20 يناير - بيل كلينتون يقوم بتأدية قسم اليمين لولاية ثانية كرئيس للولايات المتحدة.
- 22 يناير - أصبحت مادلين أولبرايت أول وزيرة خارجية للولايات المتحدة بعد موافقة مجلس الشيوخ الأمريكي.
- 23 يناير - حُكم على الباكستاني مير قازي بالإعدام بسبب هجومه المسلّح خارج مقر وكالة الإستخبارات المركزية الأمريكية والتي اسفرت عن مقتل شخصين وجرح 3.
- 27 يناير - كشفت المتاحف الفرنسية بأن لديها ما يقرب من 2000 قطعة فنيّة سرقها النازيون.

### فبراير
- 4 فبراير
  - اصطدام طائرتان مروحيتان لنقل القوات الإسرائيلية، ما اسفر عن مقتل 73 شخصاً أثناء طريقها إلى لبنان.
  - بعد أن اعترض الرئيس الصربي سلوبودان ميلوسيفيتش على النتائج، اعترف بانتصار المعارضة في انتخابات نوفمبر 1996.
  - وزير ظل الداخلية البريطاني ميخائيل هوارد يُخطر أحد قتلة مورس، ميرا هيندلي، أنه لن يتم إطلاق سراحها من السجن، وقد اتُخذ هذا القرار بالإتفاق مع توصية قدمها سلفه ديفيد وادنغتون في عام 1990.
- 5 فبراير
  - يعلن ما يسمّى البنوك «الثلاثة الكبار» في سويسرا عن إنشاء صندوق تبرّعات بقيمة 71 مليون دولار لمساعدة الناجين من المحرقة وعائلاتهم.
  - شركة الأوراق الماليّة دين ويتر رينولدز الاستثمارية تعلن عن اندماجها مع بنك مورغان ستانلي بأصول بلغت 10 مليارات دولار.
- 10 فبراير
  - الجيش الأمريكي يوقف جين ماكيني عن العمل، رقيب كبير في الجيش الأمريكي، بعد فضيحة تحرش جنسي.
  - قضية ساندلين: الصحف الأسترالية تنشر إدعاءات بقيام حكومة بابوا غينيا الجديدة بجلب مرتزقة إلى جزيرة بوغانفيل.
- 13 فبراير
  - إس تي إس-82 تبدأ أعمال المتابعة والإصلاح على مرصد هابل الفضائي وذلك من قبل روّاد الفضاء من ديسكفري.
  - يغلق مؤشر داو جونز الصناعي فوق 7000 للمرة الأولى، جانياً 60.81 إلى 7,022.44.
- 22 فبراير - في روزلين، اسكتلندا، أعلن العلماء أن الغنم الكبير المسمّى دوللي قد تم استنساخه بنجاح، والتي ولدت في يوليو 1996.
- 23 فبراير - حريق صغير يحدث في محطة الفضاء الروسية مير.
- 27 فبراير - الطلاق يصبح قانونياً في جمهورية إيرلندا.
- 28 فبراير - حادثة لتبادل إطلاق نار شمال هوليوود حيث قام اثنين من اللصوص يرتدون لباس كيفلار ومسلّحين بسلاح أيه كيه-47 والتي تحتوي على الرصاص خارقة للدروع بإصابة 17 من ضباط الشرطة والمدنيين في معركة أسلحة عنيفة. ويثير الحادث نقاشاً حول قوة النيران المناسبة لضباط دوريات الولايات المتحدة لتتوافر في حالات مماثلة في المستقبل.

### مارس
- 4 مارس - حظر الرئيس الأمريكي بيل كلينتون التمويل الفيدرالى لإجراء أي بحث حول استنساخ البشر.
- 6 مارس
  - سُرقت لوحة لبابلو بيكاسو من معرض لندن (استُعيد بعد أسبوع).
  - في سريلانكا، ميليشيا نمور التاميل تتجاوز قاعدة عسكرية وتقتل أكثر من 200.
- 13 مارس
  - اختيار نيرمالا جوشي بعد استقالة الأم تيريزا كزعيمة لبعثات التبشير.
  - المؤتمر الشعبي الوطني لجمهورية الصين الشعبية ينشئ بلدية تشونغتشينغ الجديدة، بعد أن كانت جزءاً من سيتشوان.
  - شوهدت أضواء فينيكس، وهي سلسلة من الأجسام الغريبة، في فينيكس بولاية أريزونا الأمريكية.
- 16 مارس - قضية ساندلاين: جنود القائد جيري سينجيروك تعتقل تيم سبايسر ومرتزقه من ساند لاين إنترناشيونال في جزيرة بوغانفيل.
- 18 مارس - ذيل طائرة مستأجرة روسية من طراز أنتونوف أن-24 ينهار بينما كان في طريقه إلى تركيا، مما تسبب في تحطم الطائرة، ومقتل جميع الركاب البالغ عددهم 50.
- 21 مارس
  - في زائير، عين إتيان تشيسيكيدي رئيساً للوزراء، وقد أخرج مؤيدي موبوتو سيسي سيكو من حكومته.
  - المرتزقة من ساندلاين الدولية تنسحب من بابوا غينيا الجديدة.
- 22 مارس
  - تارا ليبينسكي، البالغة 14 عاماً، تصبح أصغر بطلة في العالم للسيدات في التزلج على الجليد.
  - المذنب هيل بوب يقترب إلى الأرض.
- 24 مارس - أقيمت جوائز الأوسكار ال 69، التي استضافتها بيلي كريستال، في لوس انجلوس، وقد فاز فيلم المريض الإنجليزي كأفضل صورة.
- 26 مارس
  - يقوم 39 من زعماء عقيدة دينية تدعى بوابة السماء بالانتحار الجماعي في مجمعهم، الواقع في سان دييجو.
  - استقال يوليوس تشان من منصب رئيس وزراء بابوا غينيا الجديدة، منهياً قضية ساندلين.
- 30 مارس - بدأت القناة الخاسمة في البث وكانت الشبكة الوطنية الخامسة والأخيرة للإتصالات التماثلية الأرضية في المملكة المتحدة.
- 31 مارس - البرنامج التلفزيوني الشعبي للأطفال تليتبيز لأول مرة على بي بي سي 2.

### أبريل
- 1 أبريل
  - المذنب هيل بوب يتجاوز معظم التنبؤات عندما يمر بالقرب من الأرض.
  - مسلسل بوكيمون يحصد شهرة واسعة عندما عرض على قناة طوكيو للمرة الأولى.
- 3 أبريل - مذبحة ثاليت في ولاية المدية الجزائرية والتي قتل فيها 52 شخص من مجموع 53 شخص من ساكني القرية على يد مسلّحين متحزّبين.
- 11 أبريل - اشتعال حريق تودي بأضرار في كاتدرائية تورينو في إيطاليا.
- 12 أبريل - كاتلين أوهاشي، لاعبة جمباز فني أمريكية.
- 14 أبريل
  - حادثة حريق هائل في مخيمات الحجاج على سهل مينا، على بعد (11 كم) من مكة المكرمة، حيث أودى الحريق لوفاة 343 حاجاً وحاجّة، وجرح أكثر من 1,500 آخرين.
  - إعادة محاكمة القائد السابق في وحدات الإس إس الألمانية من الحقبة النازية إريش بريبك، وفي 22 يوليو، حُكم عليه بالسجن لمدة 5 سنوات.
- 18 أبريل - النهر الأحمر الشمالي يمر عبر السدود ويسبب فيضانات في كلّ من غراند فوركس، داكوتا الشمالية، وشرق غراند فوركس، مينيسوتا، متسبباً بـ ملياري دولار أمريكي من الأضرار الناجمة عنه.
- 21 أبريل - يحمل صاروخ بيغاسوس بقايا 24 شخصاً في مدار حول الأرض، في أول دفن الفضاء.
- 22 أبريل
  - مجزرة حوش خميستي: قتل 93 قروياً في الجزائر على يد مسلّحين متحزّبين.
  - انتهاء أزمة الرهائن التي استمرت 126 يوماً في مقر إقامة السفير الياباني في عاصمة البيرو، ليما، بعد ان اقتحمت قوات الكوماندوز الحكومية المبنى وأمّنت 71 رهينة.وقد توفى أحد الرهائن بسبب نوبة قلبية، وقد لقي جنديان مصرعهما بنيران المسلّحين، وقد قتل جميع متمردى حركة توباك امارو البالغ عددهم 14.
  - فرنسا تؤيد الحكومة الانتقالية الجديدة في زائير وتسحب دعمها لموبوتو سيسي سيكو.
- 23 أبريل - قتل 42 قروياً في مجزرة وامري في الجزائر على يد مسلّحين متحزّبين.
- 27 أبريل - قَتَل أندرو كونانان جيفري تريل، لتبدأ سلسلة القتل الذي استمر حتى يوليو والذي انتهي بقتل مصمم الأزياء جياني فيرساتشي.
- 29 أبريل
  - معاهدة حظر الأسلحة الكيميائية تدخل حيز النفاذ.
  - تصادم قطارين في هونان الصينية، ما أسفرت عن مقتل 126 شخصاً.

### مايو
- 2 مايو - حزب العمال يعود إلى السلطة للمرة الأولى منذ 18 عاماً، واصبح توني بلير رئيساً للوزراء، وذلك بأغلبية ساحقة في الانتخابات العامة لعام 1997.
- 3 مايو - فازت فرقة كاترينا والأمواج البريطانية بمسابقة الأغنية الأوروبية لعام 1997 بأغنية «سلّط الضو على الحب»، وهو أنجح أغنية في المسابقة منذ تأسيسها.
- 10 مايو - زلزال بقوة 7.1 درجات على مقياس ريختر يضرب مدينة بيرجند شرقي إيران، وقتل ما لا يقل عن 1567 شخصاً وجرح 2300 آخرين.
- 12 مايو - توقيع معاهدة السلام الروسية الشيشانية.
- 15 مايو - الحكومة الأمريكية تعترف بوجود "الحرب السرية" في لاوس مابين (1953-1975) خلال حرب فيتنام.
- 16 مايو
  - نفي قوات الرئيس موبوتو سيسي سيكو من زائير.
  - الرئيس الأمريكي بيل كلينتون يقدّم اعتذاراً رسمياً إلى الضحايا الناجين من تجربة توسكيجي للزهري الغير معالج ولعائلاتهم.
  - نهاية حرب الكونغو الأولى والتي بدأت في 24 أكتوبر 1996.
- 17 مايو - قوات لوران كابيلا تسير إلى كينشاسا.
- 22 مايو - كيلي فلين، تُصبح أول طيار نسائي للقوات الجوية الأمريكية معتمد للقتال.
- 23 مايو - محمد خاتمي يفوز بانتخابات الرئاسة الإيرانية عام 1997 ويصبح أول رئيس إصلاحي إيراني.
- 25 مايو
  - بداية الجولة الأولى للتصويت من أجل الانتخابات التشريعية الفرنسية لعام 1997.
  - ستروم ثورموند يصبح العضو الأطول خدمة في تاريخ مجلس الشيوخ الأمريكي (41 سنة و10 أشهر).
  - وقوع الانقلاب العسكري في سيراليون ما أدى للإطاحة بحكم أحمد تيجان كبه وتنصيب جوني بول كوروما حاكماً.
- 27 مايو - إعصار يضرب جاريل بولاية تكساس الأمريكية، ما اسفر عن مصرع 27 شخصاً.
- 31 مايو - افتتاح جسر الكونفدرالية الذي يبلغ طوله 12.9 كيلومتراً، وهو أطول جسر في العالم يوصل بين المياه المغطاة بالجليد، بين جزيرة الأمير إدوارد ونيو برونزويك بكندا.

### يونيو
- 10 يونيو - قائد الخمير الحمر في كمبوديا بول بوت يأمر بقتل وزير دفاعه سون سين قبل أن يهرب إلى الشمال مركز قوته.
- 11 يونيو - مجلس عموم المملكة المتحدة يصوت بمنع استخدام الأسلحة اليدوية.
- 13 يونيو - تنفيذ حكم الإعدام بتيموثي مك فاي المسؤول عن تفجيرات أوكلاهوما في سنة 1995.
- 16 يونيو - مقتل حوالي 50 شخص في مجزرة ضاية لبقور من قبل جماعات إسلامية في الجزائر.
- 26 يونيو - اختيار بيرتي أهرن كرئيس وزراء جديد لأيرلندا.

### يوليو
- 1 يوليو - هونغ كونغ تستقل عن المملكة المتحدة
- 4 يوليو - مركبة ناسا باثفايندر تهبط بنجاح على سطح المريخ.
- 11 يوليو - حريق فندق في تايلاند يودي بمصرع حوالي 90 شخص.
- 13 يوليو - بوليفيا ترجع بقايا جثة تشي جيفارا إلى كوبا بعد حوالي 30 سنة من مقتله.
- 25 يوليو - ك. ر. نارايانان يتولى رئاسة الهند.
- 27 يوليو - مقتل حوالي 50 شخص في مجزرة سي زروق في الجزائر من قبل جماعات إسلامية.

### أغسطس
- 1 أغسطس - اندماج كل من شركتي بوينغ وماكدونل دوغلاس للطيران.
- 3 أغسطس - ما بين 40 إلى 76 شخص يلقون مصرعهم في مجرزة عود الحاد والمزورة في الجزائر.
- 4 أغسطس - وفاة المعمرة الفرنسية جين كالمينت عن عمر ناهز 122 عام.
- 6 أغسطس - مصرع حوالي 228 شخص في مطار أنتونيو بي وان بات الدولي من قبل رحلة كوريا للطيران الرحلة 801.
- 11 أغسطس - محاولة انفصال جزيرتي أنجوان وموهيلي عن اتحاد جزر القمر لأجل رجوعها تحت حكم فرنسا، لكن الرئيس الفرنسي جاك شيراك يرفض الاتحاد.
- 20 أغسطس - مقتل حوال 60 شخص في مجزرة سوهان في الجزائر.
- 26 أغسطس - مقتل حوالي 60 إلى 100 شخص في مجزرة بني علي في الجزائر.
- 28 أغسطس - مقتل حوالي 98 شخص في مجزرة الرايس في الجزائر.
- 31 أغسطس - مصرع الأميرة ديانا في حادث سيارة في باريس.

### سبتمبر
- 1 سبتمبر - وضع أسس تعديل لحق اللجوء في الاتحاد الأوروبي.
- 2 سبتمبر - مقتل حوالي 87 في مجزرة بني مسوس في الجزائر.
- 6 سبتمبر - أكثر من مليوني شخص يحضرون جنازة الأميرة ديانا.
- 11 سبتمبر - أسكتلندا تصوت لأجل تأسيس برلمان خاص بها.
- 18 سبتمبر - ويلز تصوت لأجل تأسيس جمعية ويلز الوطنية.
- 19 سبتمبر - مقتل حوالي 53 شخص مجزرة جلب الكبير في الجزائر.
- 21 سبتمبر - الجبهة الإسلامية للإنقاذ تعلن وقف إطلاق النار في الجزائر.
- 26 سبتمبر
  - زلزال بقوة 6.1 على مقياس ريختر يضرب إيطاليا.
  - 26 سبتمبر *مصرع حوالي 234 شخص في ميدان في إندونيسيا خلال رحلة طائرة غارودا إندونيسيا 152.

### أكتوبر
- 12 أكتوبر - مقتل 43 شخص في مجزرة سيدي داؤد في الجزائر.
- 15 أكتوبر
  - أندي غرين يكسر حاجز الصوت من خلال قيادته للسيارة بسرعة وصلت ل1,227.985 كلم متر في الساعة متفوقاً على ريتشارد نوبل.
  - مسبار كاسيني-هويجنز التابع لناسا يصل بنجاح إلى كوكب زحل.

### نوفمبر
- 12 نوفمبر - ماري ماك أليس تخلف ماري روبنسون برئاسة أيرلندا لتكون المرة الأولى في التاريخ في خلافة امرأة لأخرى في الرئاسة.
- 13 نوفمبر - إدانة رمزي يوسف بتفجير مركز التجارة العالمي 1993.
- 17 نوفمبر - مقتل حوالي 62 شخص قرب معبد حتشبسوت في الأقصر في مصر من قبل جماعات إسلامية.
- 26 نوفمبر - الهلال السعودي بطلاً لكأس الكؤوس الآسيوية ضد ناغويا غرامبوس الياباني.

### ديسمبر
- 1 ديسمبر - مقتل حوالي 63 شخص في هجوم على مقر للحزب الشيوعي الهندي في ولاية بيهار في الهند.
- 10 ديسمبر - كازاخستان تحول عاصمتها من ألماتي إلى أستانا.
- 19 ديسمبر
  - جانيت جاجان أرملة شيدي جاغان تستلم حكم غويانا لتصبح أول رئيسة لها.
  - إصدار فيلم تايتانك لجيمس كاميرون.
  - سقوط رحلة طيران الحرير في إندونيسيا تودي بمصرع 104 شخص.
- 24 ديسمبر - مقتل ما بين 50 إلى 100 قروي في مجزرة سيدي العنتري في الجزائر.
- 29 ديسمبر - هونغ كونغ تقتل حوالي 1.250 مليون دجاجة بعد اكتشاف أولى حالات إنفلونزا الطيور.
- 30 ديسمبر - مقتل حوالي 400 شخص خلال مجازر ولاية غليزان في الجزائر.

## مواليد

### يناير
- 2 يناير، ميليس سيزن ممثلة تركية.
- 7 يناير
  - أيزايا براون، لاعب كرة قدم إنجليزي.
  - بابلو روزاريو، لاعب كرة قدم هولندي.
  - لامار جاكسون، لاعب كرة قدم أمريكية.
- 8 يناير - جاك أندراكا، مكتشف طريقة سريعة لمرض سرطان البنكرياس.
- 9 يناير - عيسى ديوب، لاعب كرة قدم فرنسي.
- 11 يناير - كودي سيمبسون، مغني أسترالي.
- 13 يناير
  - ناتاليا ديير، ممثلة أمريكية.
  - هنري إلنسون، لاعب كرة سلة أمريكي.
- 14 يناير - فرانشيسكو بانيا، متسابق دراجات نارية إيطالي.
- 17 يناير - جيك بول، ممثل ويوتيوبر أمريكي.
- 21 يناير - جيريمي شادا، ممثل ومغني أمريكي.
- 23 يناير
  - رمضان صبحي، لاعب كرة قدم مصري.
  - صوفي هان، عداءة بارالمبية بريطانية.
- 24 يناير - جوناه بوبو، ممثل أمريكي.
- 29 يناير - يوسف يازجي، لاعب كرة قدم تركي.

### فبراير
- 1 فبراير - بارك جيهيو، مغنية كورية.
- 7 فبراير - أنهيلينا كالينينا، لاعبة كرة مضرب أوكرانية.
- 8 فبراير - كاثرين نيوتن، ممثلة أمريكية.
- 10 فبراير
  - جوش جاكسون، لاعب كرة سلة أمريكي.
  - جوش روزين، لاعب كرة قدم أمريكية.
  - كلوي غرايس موريتز، ممثلة أمريكية.
  - ليلي كينغ، سباحة أمريكية.
  - ناديه بودوروسكا، لاعبة كرة مضرب أرجنتينية.
- 11 فبراير - روزي مغنية نيوزلندية كورية جنوبية.
- 14 فبراير
  - جايهيون مغني كوري جنوبي.
  - بريل إيمبولو، لاعب كرة قدم سويسري كاميروني.
- 15 فبراير - ديريك جونز جونيور، لاعب كرة سلة أمريكي.
- 17 فبراير - زكي شيليك، لاعب كرة قدم تركي.
- 22 فبراير - أنطون تشوبكوف، سباح روسي.
- 23 فبراير - جمال موراي، لاعب كرة سلة كندي.
- 25 فبراير - إزابيل فورمن، ممثلة أمريكية.
- 26 فبراير - مالكوم، لاعب كرة قدم برازيلي.

### مارس
- 2 مارس - بيكي جي، مغنية أمريكية.
- 3 مارس
  - دافيد نيريس، لاعب كرة قدم برازيلي.
  - كاميلا كابيلو، مغنية أمريكية كوبية.
- 6 مارس - أليشا بو، ممثلة نرويجية.
- 9 مارس - نيما ويلسون، ممثلة أمريكية.
- 10 مارس - بيلندا بنشيتش، لاعبة كرة مضرب سويسرية.
- 11 مارس - لينا قسطال، لاعبة كرة مضرب مغربية.
- 12 مارس - الان ساينت ماكسيمين، لاعب كرة قدم فرنسي.
- 13 مارس - روبن نيفيز، لاعب كرة قدم برتغالي.
- 14 مارس - سيمون بايلز، متسابقة جمباز أمريكية.
- 17 مارس - كاتي ليديكي، سباحة أمريكية.
- 18 مارس - سيارا برافو، ممثلة أمريكية.
- 20 مارس - براين كابيزاس، لاعب كرة قدم إكوادوري.
- 21 مارس - مارتينا ستوسل، ممثلة أرجنتينية.
- 23 مارس - تياغو مايا، لاعب كرة قدم برازيلي.
- 27 مارس - ليسا مانوبان، مغنية وعارضة أزياء تايلندية.
- 29 مارس
  - أرون بايبر، ممثل إسباني ألماني.
  - إيزيكيل بونسه، لاعب كرة قدم أرجنتيني.

### أبريل
- 1 أبريل - أسا بترفيلد، ممثل إنجليزي.
- 2 أبريل - عبد الحق نوري، لاعب كرة قدم هولندي.
- 3 أبريل - غابرييل جيسوس، لاعب كرة قدم برازيلي.
- 5 أبريل - بورخا مايورال، لاعب كرة قدم إسباني.
- 9 أبريل - أميد نورافكن، لاعب كرة قدم إيراني.
- 11 أبريل - ميلوفيان، مغني أوكراني.
- 15 أبريل - مايسي ويليامز، ممثلة إنجليزية.
- 17 أبريل - خورخي ميريه، لاعب كرة قدم إسباني.
- 18 أبريل - دوني فان دي بيك، لاعب كرة قدم هولندي.
- 20 أبريل - ألكسندر زفيريف، لاعب كرة مضرب ألماني.
- 21 أبريل - ميكيل أويارزابال، لاعب كرة قدم إسباني.
- 24 أبريل
  - فيرونيكا كوديرميتوفا، لاعبة كرة مضرب روسية.
  - ليديا كو، لاعبة غولف نيوزلندية كورية جنوبية.
- 27 أبريل
  - جوش أونوماه، لاعب كرة قدم إنجليزي.
  - ليفيو لوي، متسابق دراجات نارية بلجيكي.
- 28 أبريل - دنزل وارد، لاعب كرة قدم أمريكية.

### مايو
- 1 مايو - ارييل غايد، ممثلة أمريكية.
- 2 مايو - بام بام، مغني تايلندي.
- 3 مايو - إيفانا جوروفيتش، لاعبة كرة مضرب صربية.
- 4 مايو - بهار شاهين، ممثلة تركية.
- 5 مايو - بوبي كولمان، ممثل أمريكي.
- 6 مايو - دونكان سكوت، سباح بريطاني.
- 7 مايو - يوري تيليمانس، لاعب كرة قدم بلجيكي.
- 10 مايو
  - أنس أونال، لاعب كرة قدم تركي.
  - ريتشارليسون، لاعب كرة قدم برازيلي.
- 11 مايو - لانا كوندور، ممثلة أمريكية.
- 12 مايو
  - أوديا راش، ممثلة إسرائيلية.
  - فرانكي دي يونغ، لاعب كرة قدم هولندي.
- 14 مايو - مانوشي تشولار، عارضة أزياء وملكة جمال هندية.
- 15 مايو - عثمان ديمبيلي، لاعب كرة قدم فرنسي.
- 19 مايو - فيكتور روبلس، لاعب كرة قاعدة دومينيكاني.
- 23 مايو - جو غوميز، لاعب كرة قدم إنجليزي.
- 30 مايو
  - جيك شورت، ممثل أمريكي.
  - هيا مرعشلي، ممثلة سورية لبنانية.
- 31 مايو - علي غاتي، مغني عراقي كندي

### يونيو
- 1 يونيو - يوسف النصيري، لاعب كرة قدم مغربي.
- 5 يونيو - هنري أونيكورو، لاعب كرة قدم نيجيري.
- 8 يونيو - يلينا أوستابينكو، لاعبة كرة مضرب لاتفية.
- 10 يونيو - ميرنا هشام، مغنية مصرية.
- 11 يونيو - سادي روبرتسون، ممثلة أمريكية.
- 14 يونيو - نادين شاهين، لاعبة اسكواش مصرية.
- 16 يونيو - جان كيفن أوغستين، لاعب كرة قدم فرنسي.
- 17 يونيو - كيه جيه أبا، ممثل نيوزلندي.
- 18 يونيو - ماكس ركوردز، ممثل أمريكي.
- 20 يونيو - هيا مرعشلي، ممثلة سورية لبنانية.
- 21 يونيو - ريبيكا بلاك، مغنية ويوتيوبر أمريكية.
- 22 يونيو - داينا جان، مغنية أمريكية.
- 23 يونيو - أنطوان أوليفييه بيلون، ممثل كندي.
- 25 يونيو
  - بسام الصرارفي، لاعب كرة قدم تونسي.
  - رودريغو بنتانكور، لاعب كرة قدم أورغواياني.
- 26 يونيو - جاكوب إيلوردي، ممثل أسترالي.
- 27 يونيو - إتش.إي.آر.، مغنية أمريكية.
- 28 يونيو - شاكور ستيفنسون، ملاكم أمريكي.

### يوليو
- 2 يوليو - ماركيز كريس، لاعب كرة سلة أمريكي.
- 3 يوليو - جورجيوس باباجيانيس، لاعب كرة سلة يوناني.
- 7 يوليو
  - جاتلين جرين، ممثلة أمريكية.
  - محمد صادق، لاعب كرة قدم مصري.
- 11 يوليو - راسموس نيسن، لاعب كرة قدم دنماركي.
- 12 يوليو - ملالا يوسفزي، ناشطة تعليم باكستانية.
- 13 يوليو - ليو هوارد، ممثل ومقاتل فنون قتالية أمريكي.
- 14 يوليو - جنكيز أوندر، لاعب كرة قدم تركي.
- 17 يوليو - أمادو دياوارا، لاعب كرة قدم مالي.
- 18 يوليو - فيون وايتهيد، ممثل إنجليزي.
- 24 يوليو - إيمري مور، لاعب كرة قدم تركي دنماركي.
- 28 يوليو - بلال ولد شيخ، لاعب كرة قدم هولندي مغربي.
- 28 يوليو - هنادي مهنا، ممثله مصرية.

### أغسطس
- 2 أغسطس - كريستينا روبنسون، ممثلة أمريكية.
- 5 أغسطس - أوليفيا هولت، ممثلة ومغنية أمريكية.
- 9 أغسطس - ليون بايلي، لاعب كرة قدم جامايكي.
- 10 أغسطس - كايلي جينر، عارضة أزياء وسيدة أعمال أمريكية.
- 16 أغسطس - غريسون تشانس، مغني أمريكي.
- 18 أغسطس
  - جوزفين لانجفورد، ممثلة أسترالية.
  - ريناتو سانشيز، لاعب كرة قدم برتغالي.
- 22 أغسطس - لاوتارو مارتينيز، لاعب كرة قدم أرجنتيني.
- 24 أغسطس - ألان ووكر، دي جيه نرويجي.
- 25 أغسطس - بريانا سالاز، مغنية أمريكية.
- 29 أغسطس - أينسلي مايتلاند نيلس، لاعب كرة قدم إنجليزي.
- 31 أغسطس - ليم لوباني، ممثلة إسرائيلية فلسطينية.

### سبتمبر
- 1 سبتمبر - جونغ كوك، عضو فرقة فتيان بانقتان.
- 2 سبتمبر - براندون إنغرام، لاعب كرة سلة أمريكي.
- 7 سبتمبر - دين-تشارلز تشابمان، ممثل إنجليزي.
- 23 سبتمبر - جون كولينز، لاعب كرة سلة أمريكي.
- 30 سبتمبر - ماكس فيرستابين، سائق فورمولا ون هولندي.

### أكتوبر
- 2 أكتوبر - تامي أبراهام، لاعب كرة قدم إنجليزي.
- 3 أكتوبر - بانغ تشان، عضو في فرقة الفتيان ستراي كيدز.
- 6 أكتوبر
  - تيو هرنانديز، لاعب كرة قدم فرنسي.
  - كاسبر دولبيرغ، لاعب كرة قدم دنماركي.
- 7 أكتوبر - كيرا كوسارين، ممثلة ومغنية أمريكية.
- 8 أكتوبر
  - بيلا ثورن، ممثلة وعارضة أزياء ومغنية أمريكية.
  - ستيفن بيرجوين، لاعب كرة قدم هولندي.
- 16 أكتوبر - نعومي أوساكا، لاعبة كرة مضرب يابانية.
- 17 أكتوبر - فاسلاف سيرني، لاعب كرة قدم تشيكي.
- 20 أكتوبر - أندريه روبليوف، لاعب كرة مضرب روسي.
- 21 أكتوبر - أحمد مصطفى لاعب كرة قدم مصري.
- 23 أكتوبر - زاك كاليسون، ممثل ومغني أمريكي.
- 25 أكتوبر - فيديريكو كييزا، لاعب كرة قدم إيطالي.
- 28 أكتوبر
  - تايلور فريتز، لاعب كرة مضرب أمريكي.
  - سييرا ماكورميك، ممثلة أمريكية.
- 27 أكتوبر، إديسون ألفاريز، لاعب كرة قدم مكسيكي.
- 31 أكتوبر - ماركوس راشفورد، لاعب كرة قدم إنجليزي.

### نوفمبر
- 1 نوفمبر
  - اليكس وولف، ممثل أمريكي.
  - ماكس بيركهولدر، ممثل أمريكي.
  - نوردي موكيلي، لاعب كرة قدم فرنسي.
- 6 نوفمبر - هيرو فينيس تيفين، ممثل إنجليزي.
- 8 نوفمبر - مايان السيد، ممثلة مصرية.
- 14 نوفمبر
  - كريستوفر نكونكو، لاعب كرة قدم فرنسي.
  - نصير مزراوي، لاعب كرة قدم مغربي.
- 28 نوفمبر
  - ألايا إف، ممثلة هندية.
  - مصطفى محمد أحمد، لاعب كرة قدم مصري.
- 29 نوفمبر - ويليام بايرون، متسابق ناسكار أمريكي.

### ديسمبر
- 1 ديسمبر - إسماعيل بن ناصر، لاعب كرة قدم جزائري.
- 2 ديسمبر - عفراء ساراتش أوغلو، ممثلة وعارضة أزياء تركية.
- 11 ديسمبر - قونسطانطينوس مافروبانوس، لاعب كرة قدم يوناني.
- 15 ديسمبر - ماجدالينا فريتش، لاعبة كرة مضرب بولندية.
- 16 ديسمبر
  - بسام الراوي، لاعب كرة قدم قطري.
  - دالية شيح، مغنية جزائرية.
  - زارا لارسون، مغنية سويدية.
- 23 ديسمبر - لوكا يوفيتش، لاعب كرة قدم صربي.
- 27 ديسمبر - آنا كونجوه، لاعبة كرة مضرب كرواتية.
- 31 ديسمبر - كاميرون كارتر فيكرز، لاعب كرة قدم أمريكي.

## وفيات
- ألدو روسي
- ألكسندر بيس
- ألكسندر تود
- أنتون ليفي
- إدوارد بورسيل
- الأم تريزا
- الهادي بالرخيصة
- تشارلس هوغنس
- جاك إيف كوستو
- جبرائيل سعادة
- جورج والد
- جون أنديسن
- جون إيكلس
- جون كندرو
- جيف بوكلي
- حاييم هرتصوغ
- رياض أحمد
- ريشارد لايزنج
- زاور كالوييف
- سالفادور أرتيغاس
- سعيد السراج
- سعيد بصيري
- صالح عبد الملك الصالح
- صفاء خلوصي
- عبد الحق بن حمودة
- عبد الفتاح أبو غدة
- عبد الله بن حمود الطريقي
- عزيز ضياء
- علي صباح السالم الصباح
- عمر عبد الله الجاوي
- عيسى الحمد
- فاتح علي خان
- فاروق إبراهيم
- فواز ماهر
- فيكتور فازاريلي
- كلاوس فوندرليش
- ماسارو إيبوكا
- محمد سلمان
- محمد علي جمال زاده
- محمد مصطفى هدارة
- محمد هادي نصر الله
- ملفين كالفن
- منير بشير
- موبوتو سيسيسيكو
- ميكال ياكوشين
- نايف حمد الدبوس
- نوتوريوس
- هيكتور يازالدي
- يوري نيكولين
- يوسف الغول
- صالح بن ناصر الخزيم
- نجم الدين طه
- علي محمد الشبيبي
- مهالا أندروز، عالمة حفريات

## يناير
- 13 يناير - مديحة كامل - ممثلة مصرية
- 4 فبراير - عواطف رمضان - ممثلة مصرية

## فبراير
- 23 فبراير - هنري بركات - مخرج سنيمائي مصري وشيخ المخرجين السنيمائيين المصريين
- 27 فبراير - محمد عوض - ممثل كوميدي مصري وأكبر فنانين السنيما المصرية سناً وجد الممثلة الشابة جميلة عوض

## مارس

شكري سرحان

- 5 مارس - جلال معوض - إذاعي وروائي مصري
- 9 مارس - نوتوريوس بي. آي. جي. - مغني الراب الأميركي.
- 19 مارس - شكري سرحان - ممثل مصري

## أبريل
- 3 أبريل - زكي بدر - وزير داخلية مصري أسبق ووالد وزير التربية والتعليم المصري الأسبق أحمد زكي بدر
- 13 أبريل - مصطفى أمين - كاتب وصحفي مصري ومؤسس دار أخبار اليوم للصحافة والإعلام
- 21 أبريل - سيد مكاوي - مطرب شعبي وملحن مصري
- 25 أبريل - سمير وحيد - ممثل مصري ووالد الممثل الشاب رامي وحيد

## مايو
- 4 مايو - سهير القلماوي - كاتبة وأديبة مصرية
- 15 مايو - سعد الله ونوس - مؤلف سوري
- 17 مايو - أحلام - مطربة وممثلة مصرية
- 19 مايو - مصطفى كريم - ممثل مصري وزوج الفنانة نهى العمروسي

## يونيو
- 7 يونيو - أروى صالح - كاتبة وروائية مصرية
- 23 يونيو - بيتي شباز - زوجة الزعيم الأمريكي المسلم مالكوم إكس

## يوليو
- 12 يوليو - الدكتور شديد - ممثل مصري اسمه الحقيقي فرحات عمر

## أغسطس

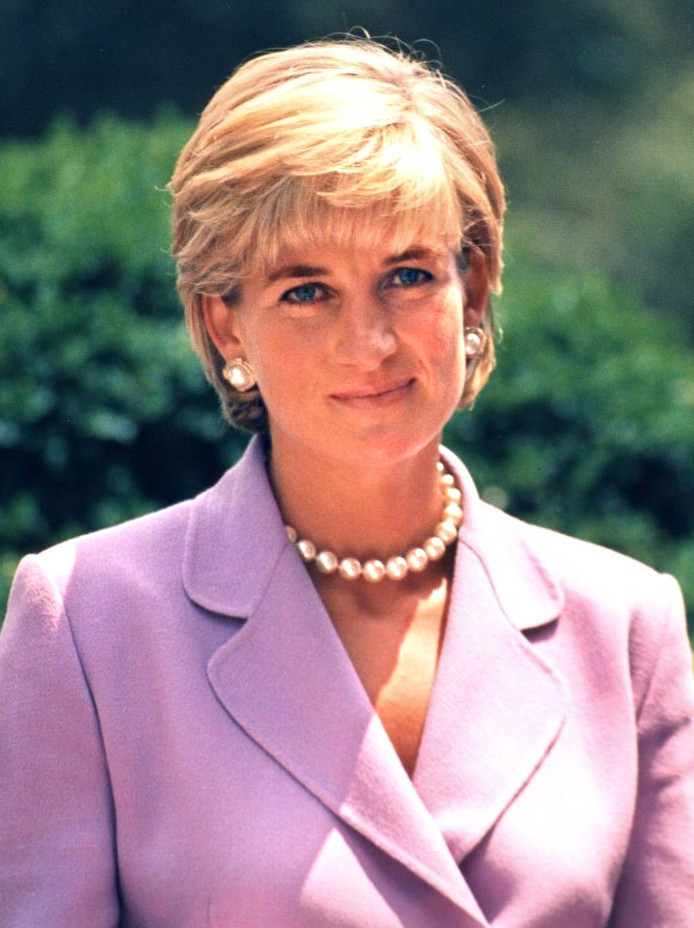
الأميرة ديانا

- 7 أغسطس - محمود محمد شاكر - أديب مصري
- 10 أغسطس - الدمرداش توني - رياضي مصري ومؤسس الاتحاد المصري لرياضتي السباحة والجمباز وأحد رؤساء مجلس إدارة نادي هليوبوليس
- 31 أغسطس - الأميرة ديانا - أميرة ويلز.
- 31 أغسطس - دودي الفايد - توفي في حادث سيارة في باريس بفرنسا وتوفت معه الأميرة ديانا أميرة ويلز.

## سبتمبر

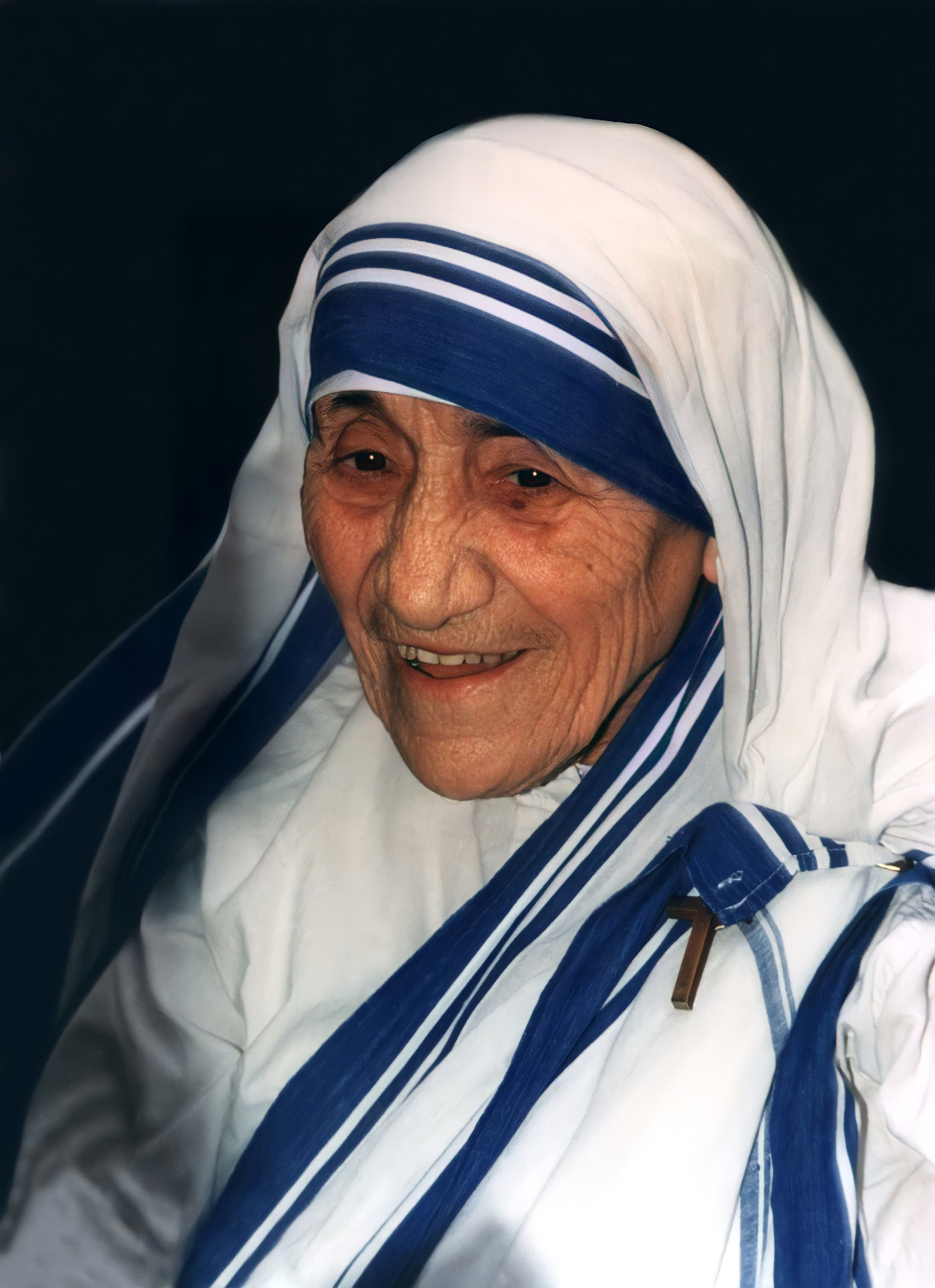
الأم تريزا

- 6 سبتمبر - الأم تريزا - راهبة ألبانية-هندية، حائزة على جائزة نوبل للسلام عام 1979.

## أكتوبر
- 4 اكتوبر - غانبي يوكوي مصمم ألعاب فيديو ياباني، (نينتندو).
- 11 أكتوبر - عبد الله بن سعود بن عبد العزيز آل سعود، أحد أبناء الملك سعود.
- 24 أكتوبر - دون ميسيك, ممثل صوتي أمريكي.

## نوفمبر
- 17 نوفمبر - إسماعيل فهمي - سياسي ودبلوماسي مصري
- 24 ديسمبر - فهد بلان - مطرب وملحن وممثل سوري

## ديسمبر
- 18 ديسمبر - ليليان ديزني، رسامة أمريكية، عملت في شركة ديزني للرسوم المتحركة، وهي زوجة والت ديزني.

## جوائز عالمية

### نال جائزة نوبل
- في الفيزياء – الفرنسي كلود كوهين تانوجي والأمريكيان وليام فيليبس وستيفن تشو.
- في الكيمياء – الأمريكي بول بوير والبريطاني جون ووكر والدانماركي ينز سكو.
- في الطب – الأمريكي ستانلي بروسينر.
- في الأدب – الإيطالي داريو فو.
- في السلام – الأمريكية جودي ويليامز والحملة الدولية لمنع الألغام الأرضية.
- في الاقتصاد – الأمريكي روبرت ميرتون والكندي مايرون سكولز.

### جائزة الملك فيصل العالمية
- في خدمة الإسلام – الماليزي محاضر محمد.
- في الدراسات الإسلامية – العراقي عبد الكريم زيدان.
- في اللغة العربية والأدب – محجوبة.
- في الطب – مشاركة بين الأسترالي كولن ماسترز والألماني كونراد بايرويثر والكندي جيمس غوسيلا[الألمانية].
- في العلوم – الأمريكيان كارل ويمان وإيريك ألين كورنيل.